# Aigle
Aigle (franskt uttal: [ɛːgl]) är en ort och kommun i distriktet Aigle i kantonen Vaud, Schweiz. Kommunen hade 11 412 invånare (2023). Orten ligger i Rhônedalen. Staden är känd för sitt slott (Chateau de Aigle), och sina omgivande vinodlingar. 
Aigle betyder örn på franska, varifrån ortens namn härstammar.